# Natalie Ahn
Natalie Ahn (n. 1957) es profesora de química y bioquímica estadounidense en la Universidad de Colorado en Boulder. Su investigación se centra en comprender los mecanismos de señalización celular, con una especialidad en fosforilación y cáncer. El trabajo de Ahn utiliza las herramientas de la «química clásica» para trabajar en la comprensión del código genético y cómo la genética afecta los procesos de la vida. Ha sido profesora distinguida en la Universidad de Colorado en Boulder desde 2003. Fue investigadora del Instituto Médico Howard Hughes entre 1994 y 2014. En el 2018, fue elegida para la Academia Nacional de Ciencias de Estados Unidos y nombrada miembro de la Academia Estadounidense de las Artes y las Ciencias.

## Biografía

### Educación, investigación y premios
Ahn obtuvo su licenciatura en química de la Universidad de Washington, Seattle en 1979. Ahn llevó a cabo la investigación en el laboratorio de Lyle Jensen, centrándose en la cristalografía de rayos X. Su participación en esta investigación ayudó a comprender mejor el plegamiento de proteínas y la visualización de la estructura 3D de las proteínas mediante el uso de técnicas computacionales con cristalografía de rayos X. Además, Ahn trabajó como asistente de investigación de pregrado en el laboratorio de David Teller, que investigó la hidrodinámica de proteínas, el estudio del movimiento de proteínas en relación con su entorno acuoso, en el que se pueden suspender o disolver.
En 1985, recibió su doctorado en química en la Universidad de California en Berkeley. Aquí, Ahn trabajó con Judith Klinman, estudiando enzimología.
El primer trabajo postdoctoral de Ahn fue estudiar la unión de los receptores hormonales en la Universidad de Washington con Christoph de Haen. Ahn se mudó al laboratorio de Edwin Kreb, donde comenzó su carrera en la transducción de señales. En este laboratorio, Ahn fue «una de los primeras en describir las MAP quinasas y las MAP quinasas quinasas». Comenzó a trabajar en la Universidad de Colorado en Boulder en 1992. Formó parte del Programa Searle Scholars para financiar el trabajo de jóvenes científicos en 1993. Fue una de las ocho colaboradoras del proyecto que ganó una subvención de la Fundación WM Keck para identificar proteínas en un solo tipo de célula. En 2012, fue nombrada Profesora Universitaria de Distinción en la Universidad de Colorado. En 2014, se convirtió en parte del equipo subcelular Pan-Omics para la evaluación avanzada rápida de amenazas (SPARTA), que es un proyecto bioquímico respaldado por la Agencia de Proyectos de Investigación Avanzados de Defensa,(DARPA).

### Investigación actual
Ahn está trabajando actualmente en la Universidad de Colorado y está realizando investigaciones sobre señalización celular, información y proteómica y biofísica molecular. Los temas específicos de su investigación incluyen:
- Proteómica y transducción de señales:
  - El objetivo del laboratorio es investigar nuevos mecanismos que sean responsables de la regulación y la señalización celular.[7] Para hacer esto, Ahn utiliza la espectrometría de masas para perfilar las proteínas en combinación con enfoques bioquímicos y celulares para comprender mejor la respuesta de una célula a las vías de señalización.
  - Además, Ahn investiga los movimientos internos de las proteínas quinasas, estudiando específicamente su dinámica de proteínas de acoplamiento y su función catalítica.
  - Estudia el desarrollo del cáncer mediante el examen de «vías de señalización que se activan en el melanoma e influyen en la progresión del cáncer y el comportamiento celular».[3]
- Señalización Wnt5A:
  - Wnt5A es responsable de controlar la formación del eje del cuerpo embrionario y se puede encontrar en niveles altos en los melanomas, lo que resulta en una invasión celular. Ahn y su laboratorio descubrieron la «estructura del receptor Wnt5a-actina-miosina-polaridad (WRAMP)», que ayuda en los movimientos de las células direccionales al desencadenar la retracción de la membrana. Ahn fue capaz de determinar la estructura WRAMP utilizando proteómica de orgánulos.[3]
- Señalización B-Raf:
  - En la mitad de las células de melanoma, la proteína B-Raf contiene una mutación sin sentido (mutación V600E), que es responsable de la transformación celular, la invasión y la metástasis. Para perfilar las fosfoproteínas, Ahn utiliza la espectrometría de masas de iones precursores negativos para descubrir y contar los fosfopéptidos. Ha identificado numerosas proteínas diferentes con este método y con esta información se estudió cómo los mecanismos celulares utilizados en la terapia del cáncer se vieron afectados por la señalización proteína-proteína.[3]
- Tecnologías de proteómica:
  - En el laboratorio de Ahn, ella usa cromatografía líquida multidimensional - MS / MS para identificar más de 8 000 proteínas en cada secuencia de MS. El objetivo de es ser más preciso y sensible en estas técnicas 2-D-LC-MS / MS en la asignación de proteínas.[3]
- Dinámica de la proteína quinasa:

En el laboratorio, ella usa la espectrometría de masas de intercambio de hidrógeno (HX-MS) para descubrir y comprender mejor los movimientos de las proteínas en el interior de las quinasas, donde ocurren las fluctuaciones de energía. El objetivo es comprender cómo las diferentes dinámicas proteicas son capaces de regular la actividad catalítica en enzimas específicas, especialmente la proteína quinasa. Ahn realiza una investigación que se centra en las quinasas ERK2 MAP, que proporcionan un modelo ideal debido a su claro vínculo entre la actividad y la dinámica de proteínas.

### Servicio comunitario
Fue elegida presidenta de la Sociedad Americana de Bioquímica y Biología Molecular (ASBMB) en el verano de 2015. Anteriormente, fue miembro del consejo. Comenzó a asistir a la reunión anual de ASMBM cuando aún era estudiante de doctorado en la Universidad de California en Berkeley y dio su primera charla de investigación pública en una de estas reuniones.